# Induratia apiospora
Induratia apiospora är en svampart som beskrevs av Samuels, E. Müll. & Petrini 1987. Induratia apiospora ingår i släktet Induratia och familjen kolkärnsvampar.   Inga underarter finns listade i Catalogue of Life.